# Дитяче послання
Дитяче послання (The Teen Age Message, TAM) — міжзоряне повідомлення, передане Євпаторійським планетним радаром до шести прилеглих зір сонячного типу протягом серпня-вересня 2001 року. На відміну від попередніх тільки цифрових повідомлень Послання Аресібо і Cosmic Call, Дитяче послання має складну, трисекційну структуру з різними формами інформації. Така структура була запропонована О. Л. Зайцевим.

## Структура послання
У 2000 році в статті «Мова радіопослань інших цивілізацій» О. Л. Зайцев запропонував і обґрунтував адекватну триєдиній природі мислення (інтуїтивне, емоційне, логічне) трисекційну структуру міжзоряного радіопослання (МРП), яка складається з зондувального сигналу з легко «вгадуваними» вхідними параметрами, варіацій частоти, що відображають емоційний світ і художні образи, і маніпуляції частоти для відображення логічних побудов — алгоритмів, теорій, накопичених знань про себе самих і навколишній світ. Відповідно до цієї структури було синтезовано і в серпні-вересні 2001 року передано з Євпаторії за шістьма адресами перше вітчизняне МРП — «Дитяче радіопослання», аналогова частина якого являла собою терменвокс-концерт, а цифрова — 28 двійкових зображень і текстів.
- Секція 1 являє собою когерентний радіосигнал з повільною доплерівською перебудовою довжини хвилі, що імітує передачу від центру Сонця. Цей сигнал був переданий для того, щоб допомогти інопланетянам виявити Дитяче послання і діагностувати ефект поширення радіохвиль в міжзоряному середовищі.
- Секція 2 містить аналогову інформацію і являє собою музичні мелодії, виконані на терменвоксі. Цей електронний музичний інструмент виробляє квазімонохроматичний сигнал, який легко виявити на міжзоряних відстанях. Було виконано сім музичних композицій, які склали 1-й Терменвокс-концерт для позаземних цивілізацій.
- Секція 3 містить двійкову інформацію: логотип Дитячого послання, привітання російською та англійською мовами та глосарій. Цей розділ і концертна програма були складені підлітками з різних частин Росії.

Проект називається так через вік більшості його учасників.

### 1-й Терменвокс-концерт для позаземних цивілізацій

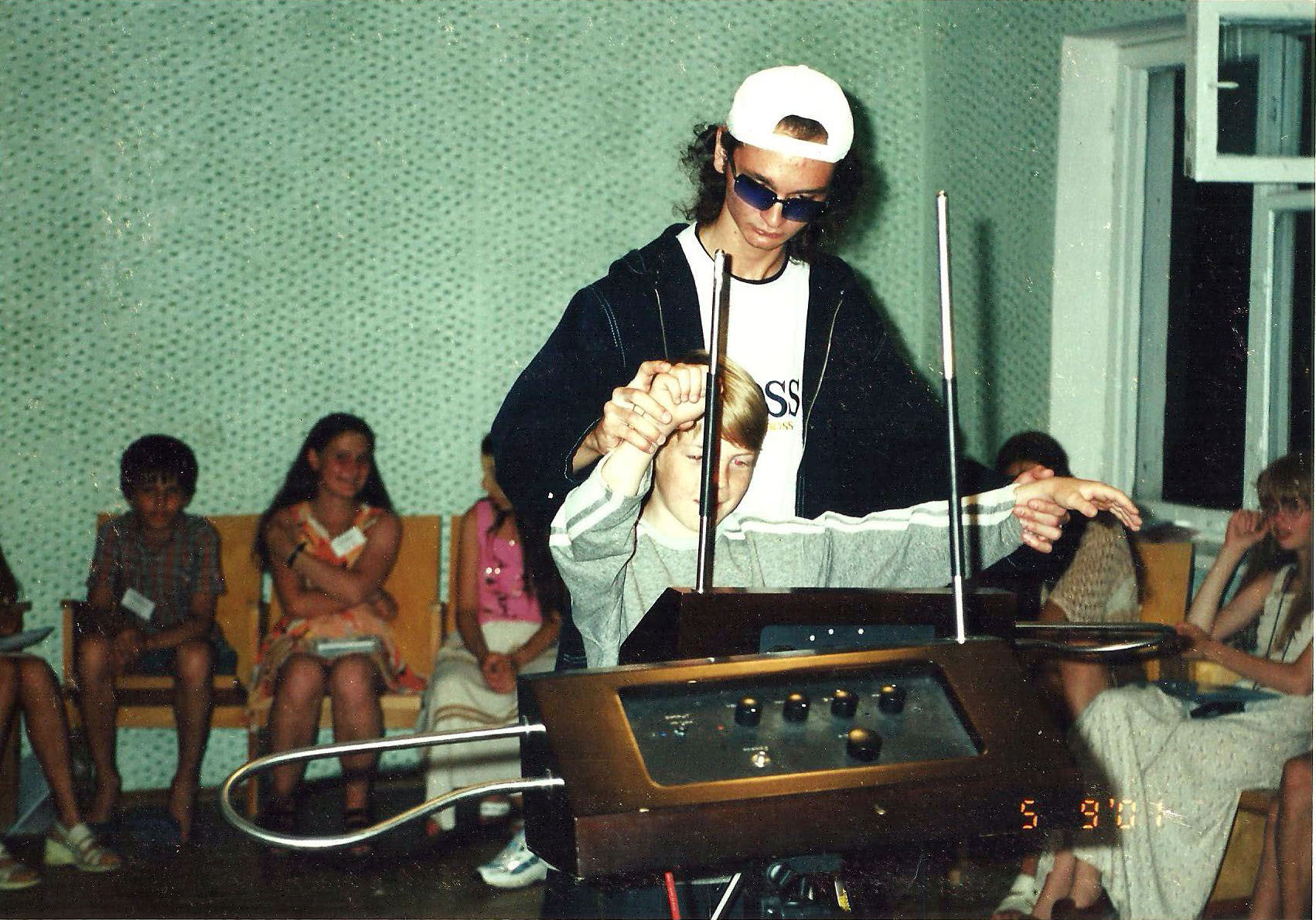
Музикант Антон Керченко

Друга секція радіопослання містить аналогову інформацію — для передавання інформації про емоційну сферу людської діяльності і в даному випадку являє собою музичні мелодії. Було передано музику за допомогою електромузичного приладу терменвокс. Вибір музичного інструменту пов'язаний з тим, що терменвокс виробляє квазімонохроматичний сигнал, спектр якого зосереджений у відносно вузькому інтервалі частот (сигнал з мінімальним рівнем обертонів), що важливо для забезпечення найбільш упевненого приймання на міжзоряних відстанях.
Музична частина радіопослання була підготовлена Єгором Кисельовим і Володимиром Філіпповим. Лідія Кавіна виконала на терменвоксі і записала на аудіокасету перші три твори — «Калинку-Малинку», уривок з «Summertime» Гершвіна та «Лебідь» Сен-Санса. Під час декількох сеансів музиканти Яна Аксьонова та Антон Керченко, виконали концерт в реальному часі, включивши в нього інші твори, не передбачені укладачами.
29 серпня 2001 року під час першого сеансу радіопередачі до зорі HD197076 в сузір'ї Дельфін було надіслано такі музичні композиції:
- Мелодія романсу Є. Шашина на слова Лермонтова «Виходжу один я на дорогу».
- Бетховен. Фрагмент фіналу 9-ї симфонії на слова оди Шіллера «До радості».
- Вівальді. «Пори року. Березень». Алегро.
- Сен-Санс. «Лебідь».
- Рахманінов. Вокаліз[ru].
- Джордж Гершвін. Summertime (Літо)
- Мелодія російської народної пісні «Калинка-Малинка»

Тривалість концерту 17 хвилин і 17 секунд.
3 вересня 2001 року відбулися другий, третій і четвертий сеанси радіопередач.
До зорі HD50692 в сузір'ї Близнят було надіслано такі музичні композиції:
- Мелодія романсу Є. Шашина на слова Лермонтова «Виходжу один я на дорогу».
- Бетховен. Фрагмент фіналу 9-ї симфонії на слова оди Шіллера «До радості».
- Вівальді. «Пори року. Березень». Алегро.
- Сен-Санс. «Лебідь».
- Рахманінов. Вокаліз.
- Олександр Дольський. «Виконання бажань».
- Володимир Ланцберг. «Червоні вітрила».

Тривалість концерту 16 хвилин і 40 секунд.
До зірки HD 95128 в сузір'ї Великої Ведмедиці було надіслано такі музичні композиції:
- Мелодія романсу Є. Шашина на слова Лермонтова «Виходжу один я на дорогу».
- Бетховен. Фрагмент фіналу 9-ї симфонії на слова оди Шіллера «До радості».
- Вівальді. «Пори року. Березень». Алегро.
- Сен-Санс. «Лебідь».
- Рахманінов. Вокаліз.
- Олександр Дольський. «Зірка на долоні».
- Володимир Ланцберг. «Червоні вітрила».

Тривалість концерту 5 хвилин і 16 секунд.
До зорі HD126053 в сузір'ї Діви було надіслано такі музичні композиції:
- Мелодія романсу Є. Шашина на слова Лермонтова «Виходжу один я на дорогу».
- Вівальді. «Пори року. Березень». Алегро.
- Володимир Ланцберг. «Червоні вітрила».
- Олександр Дольський. «Зірка на долоні».
- Бетховен. Фрагмент фіналу 9-ї симфонії на слова оди Шіллера «До радості».
- Сен-Санс. «Лебідь».
- Рахманінов. Вокаліз.

Тривалість концерту 14 хвилин 32 секунд.
4 вересня 2001 року відбулися п'ятий та шостий сеанси радіопередач.
До зорі HD76151 в сузір'ї Гідри було надіслано такі музичні композиції:
- Мелодія романсу Е. Шашина на слова Лермонтова «Виходжу один я на дорогу».
- Бетховен. Фрагмент фіналу 9-ї симфонії на слова оди Шіллера «До радості».
- Вівальді. «Пори року. Березень». Алегро.
- Сен-Санс. «Лебідь».
- Рахманінов. Вокаліз.
- Олександр Дольський. «Зірка на долоні».
- Володимир Ланцберг. «Червоні вітрила».

Тривалість концерту 16 хвилин і 30 секунд.
До зорі HD193664 в сузір'ї Дракона було надіслано такі музичні композиції:
- Мелодія романсу Е. Шашина на слова Лермонтова «Виходжу один я на дорогу».
- Бетховен. Фрагмент фіналу 9-ї симфонії на слова оди Шіллера «До радості».
- Вівальді. «Пори року. Березень». Алегро.
- Сен-Санс. «Лебідь».
- Рахманінов. Вокаліз.
- Джордж Гершвін. Summertime.
- Мелодія російської народної пісні «Калинка-Малинка»

Тривалість концерту 17 хвилин і 15 секунд.

## Технічна база

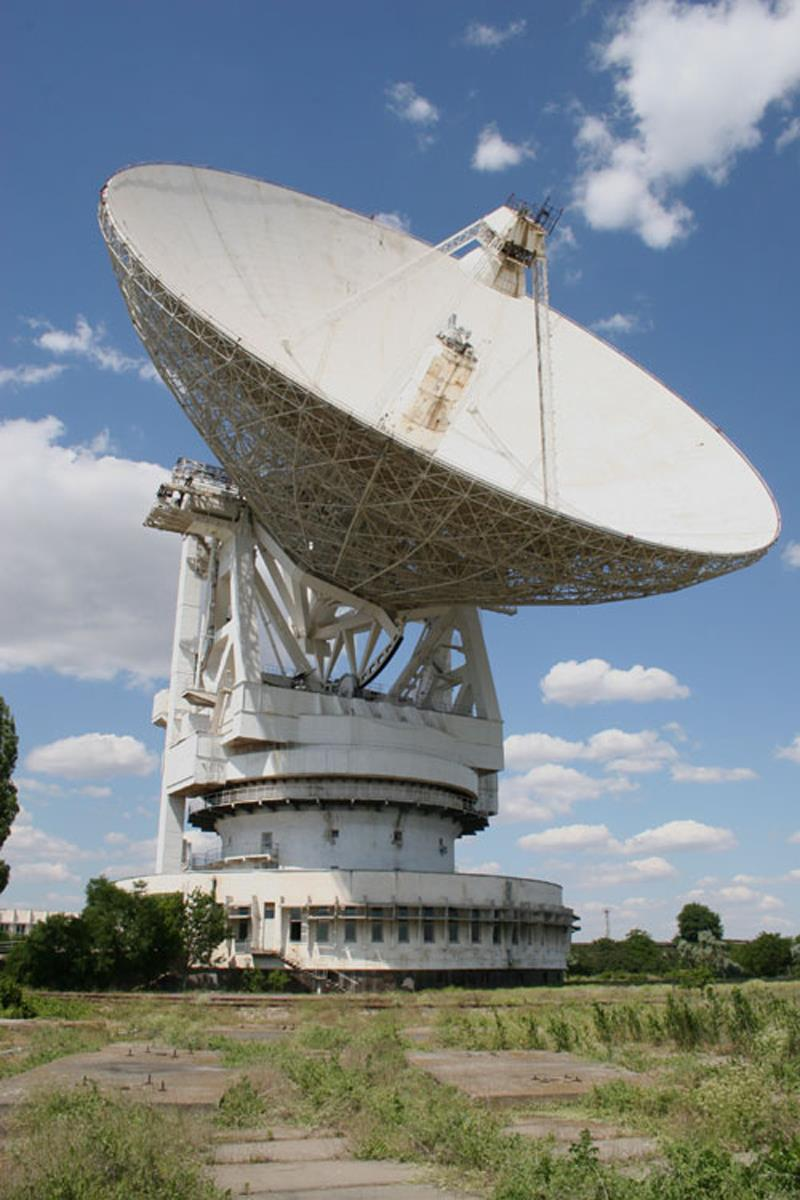
Радіотелескоп П-2500(РТ-70) під Євпаторією, з якого передавалися повідомлення.

Для передачі повідомлень було обрано один з найбільших у світі повноповоротних радіотелескопів з передавачем потужністю 0,2 МВт — П-2500 в Центрі далекого космічного зв'язку в Євпаторії.

## Зорі, до яких було відправлено послання
| Ім'я    | Позначення | Сузір'я          | Надіслано       | Прибуття     |
| ------- | ---------- | ---------------- | --------------- | ------------ |
|         | HD197076   | Дельфін          | 29 серпня 2001  | Лютий 2070   |
| Чалаван | HD95128    | Велика Ведмедиця | 3 вересня 2001  | Липень 2047  |
| 37 Gem  | HD50692    | Близнята         | 3 вересня, 2001 | Грудень 2057 |
|         | HD126053   | Діва             | 3 вересня, 2001 | Січень 2059  |
|         | HD76151    | Гідра            | 4 вересня, 2001 | Травень 2057 |
|         | HD193664   | Дракон           | 4 вересня, 2001 | Січень 2059  |